# Rozwi
Rozwi – lud afrykański okresu przedkolonizacyjnego, należący do wschodnich ludów Bantu. 
W 1693 r. lud Rozwi, najeżdżając na kraj Monomotapa, przejął dużą część państwa, które zajmowało wówczas terytorium całego płaskowyżu Zimbabwe. Rozwi z roku na rok pogłębiali rozpad starego państwa, w XVIII w. kontrolowali już większość regionu. 
W 1800 r. obszar państwa ludu Rozwi – Butwy zajął cały płaskowyż, bez jego północnego skrawka nad doliną Zambezi, na którym zachowały się szczątki Monomotapy. Chociaż w granicach państwa Rozwi znajdowało się Wielkie Zimbabwe – dawna stolica Monomotapy, opustoszałe już w XV w. Miasto nie miało znaczenia w polityce kraju. Stolica Butwy znajdowała się między dzisiejszymi miastami Gweru i Bulawayo.